# 120481 Йоханволтер
120481 Йоханволтер (120481 Johannwalter) — астероїд головного поясу, відкритий 24 вересня 1992 року.
Тіссеранів параметр щодо Юпітера — 3,497.